# Persebaya Surabaya
Az Persatuan Sepakbola Surabaya egy indonéz labdarúgóklub, melynek székhelye Surabayában található. A csapat jelenleg az első osztályban szerepel. Indonézia egyik legismertebb és legsikeresebb klubja.

## Története
A klubot 1927-ben alapították Soerabhaisasche Indonesische Voetbal Bond (SIVB) néven az Indonéziában (Holland Kelet-India) élő holland közösség számára. 1959-ben változtatták a csapat nevét Persebayára. 1951-ben, 1952-ben, 1978-ban és 1988 megnyerték az indonéz bajnokságot, amit 1997-ben és 2004-ben két újabb bajnoki címmel növeltek, így összesen hat alkalommal végeztek eddig a tabella első helyén.
2022. október 1-jén az Arema FC elleni idegenbeli győzelemmel végződő rangadót követően a hazai csapat szurkolói a pályára özönlöttek és megtámadták az ott tartózkodó rendőröket, illetve a Persebaya játékosait. Ezt a rohamrendőrség könnygázzal próbálta visszaverni, aminek következtében egymást taposva próbáltak a stadionból menekülni a nézők és többen is megfulladtak a gáztól. Legalább 187-en meghaltak és több százan megsérültek.